# کاروی بزدک
کاروی بزدک (به مجاری: Károly Bezdek)؛ (زادهٔ ۲۸ مهٔ ۱۹۵۵) ریاضی‌دان مجارستانی-کانادایی است. وی استاد و نیز دارای کرسی تحقیقاتی کانادا در ریاضیات و مدیر مرکز هندسه محاسباتی و گسسته در دانشگاه کلگری در کلگری، آلبرتا، کانادا است. وی همچنین استاد (در مرخصی) ریاضیات در دانشگاه پانونیا در وسپرم، مجارستان است. زمینه اصلی مورد علاقه وی در تحقیقات هندسه، به ویژه ترکیبیات، هندسه محاسباتی، هندسه محدب و هندسه گسسته است. وی مؤلف ۳ کتاب و بیشتر از ۱۲۰ مقاله پژوهشی است.